# Mercè Pigem
Mercè Pigem i Palmés (Lérida, 24 de julio de 1954) es una abogada y política española, diputada al Congreso de los Diputados por Convergencia Democrática de Cataluña desde el año 2000 al 2013.

## Biografía
Licenciada en derecho por la Universidad Autónoma de Barcelona, especializada en Derecho canónico por la Universidad de Salamanca y máster en Psiquiatría Forense por el Hospital Clínico y Provincial de Barcelona. Abogada en ejercicio desde 1977, especializada en Derecho de Familia. Ha sido Diputada de la Junta del Ilustre Colegio de Abogados de Barcelona (ICAB), miembro de la Sociedad Catalana de Abogados de Familia, de la Asociación Española de Abogados de Familia, profesora de la Escuela de Práctica Jurídica de la ICAB y del máster de Derecho de Familia de la Universidad de Barcelona. 
Militante y miembro del comité nacional de Convergencia Democrática de Cataluña, ha sido diputada por Convergència i Unió (CiU) por la provincia de Barcelona en las elecciones generales españolas de 2000, 2004, 2008 hasta el 2013.
El 28 de noviembre de 2014, el presidente del Consejo General del Poder Judicial (CGPJ), Carlos Lesmes le pidió la renuncia al cargo de vocal del Consejo después de que se la identificara atravesando la frontera de Andorra con 9.500 euros. Si bien reconoció los hechos, Pigem subrayó que su actitud no era constitutiva de delito ni de infracción administrativa, puesto que el tope es de 10.000 euros. Por otro lado, Lesmes argumentó la necesidad que los miembros de la cúpula del Poder Judicial deben de actuar con ejemplaridad y generar confianza a los ciudadanos. La dimisión se hizo efectiva al día siguiente.